# Ann-Kathrin Linsenhoff
Pour les articles homonymes, voir Linsenhoff.
Ann-Kathrin Linsenhoff, née le 1er août 1960 à Düsseldorf, est une cavalière allemande de dressage. Elle est la fille de la cavalière Liselott Linsenhoff.

## Carrière
Ann-Kathrin Linsenhoff participe aux Jeux olympiques d'été de 1988 à Séoul sur le cheval Courage. Huitième de l'épreuve individuelle de dressage, elle fait partie de l'équipe ouest-allemande de dressage sacrée championne olympique.